# Dichomeris achlyodes
Dichomeris achlyodes is een vlinder uit de familie van de tastermotten (Gelechiidae). De wetenschappelijke naam van de soort is voor het eerst geldig gepubliceerd in 1904 door Edward Meyrick.